# Big Bang Bidule chez l'oncle Ernest
 (novembre 2021).
Si vous disposez d'ouvrages ou d'articles de référence ou si vous connaissez des sites web de qualité traitant du thème abordé ici, merci de compléter l'article en donnant les références utiles à sa vérifiabilité et en les liant à la section « Notes et références ».
Big Bang Bidule chez l’oncle Ernest est un jeu vidéo d’aventure et de réflexion conçu par Éric Viennot et développé par Lexis Numérique. Sorti en 2004, c’est le troisième opus de la série dérivée des Aventures de l’oncle Ernest, destinée à un public de 5 à 8 ans.